# Karol Hranai
Karol Hranai (19. ledna 1934 - 10. září 2017) byl slovenský a československý politik Demokratické strany, poslanec Sněmovny lidu Federálního shromáždění po sametové revoluci.

## Biografie
Na mimořádném sjezdu 1. prosince 1989, kde byla transformována dosavadní normalizační Strana slovenské obrody na obnovenou Demokratickou stranu, byl zvolen do jejího vedení.
V lednu 1990 zasedl v rámci procesu kooptací do Federálního shromáždění po sametové revoluci do Sněmovny lidu (volební obvod č. 147 – Levice, Západoslovenský kraj) jako poslanec za Demokratickou stranu. Ve Federálním shromáždění setrval do konce funkčního období, tedy do svobodných voleb roku 1990.
K roku 1990 byl uváděn bytem Nitra.